# Conservazione storica

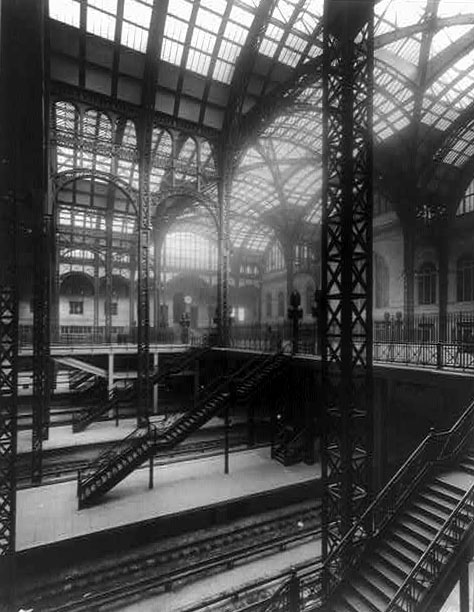
La demolizione della vecchia Penn Station ha sollevato consapevolezza del pubblico sulla conservazione.

La conservazione storica o heritage preservation negli USA e heritage conservation nel Regno Unito, è uno sforzo che cerca di preservare, conservare e proteggere gli edifici, oggetti, paesaggi o altri manufatti di importanza storica.
Il termine tende a riferirsi specificamente alla conservazione dell'ambiente costruito e non, ad esempio, alla conservazione delle foreste primordiali o del deserto.

## Storia

### Inghilterra
In Inghilterra, l'antiquariato fu l'interesse perseguito dai gentiluomi sin dalla metà del XVII secolo, sviluppatosi in abbinamento all'aumento della curiosità scientifica. I soci della Royal Society lo erano spesso anche della Society of Antiquaries of London.

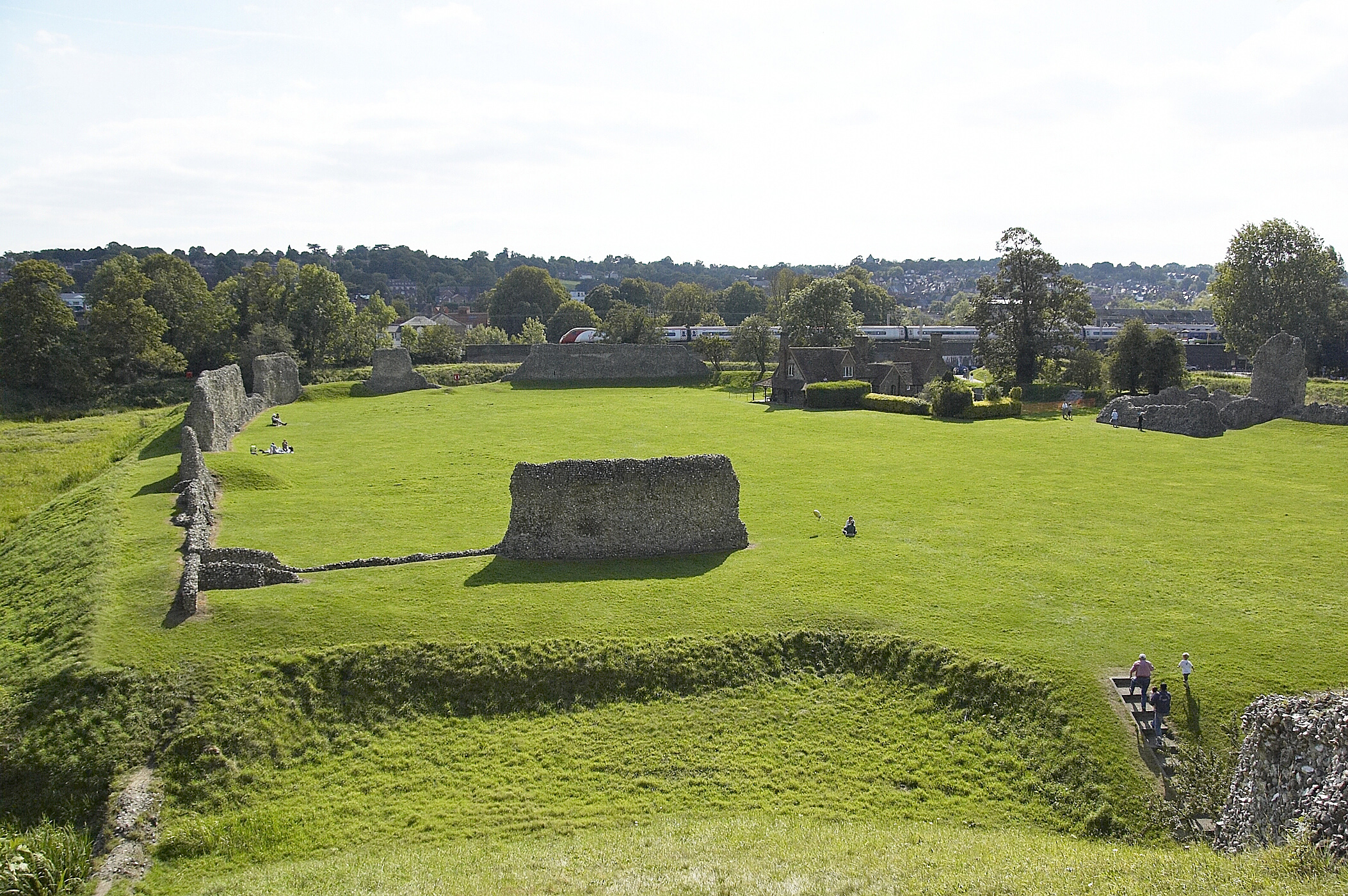
Le rovine del Berkhamsted castle (viste da Norman motte) e Berkhamsted Common furono i luoghi di due dei primi casi di conservazione di edifici nel XIX secolo. Un treno passa per Berkhamsted castle, su una piattaforma che era prima una delle difese del castello.)

Molti siti storici vennero danneggiati, quando iniziarono a diffondersi le ferrovie in tutto il Regno Unito; compresi il Trinity Hospital e la sua chiesa ad Edimburgo, la Furness Abbey, i castelli di Berwick e Northampton e le antiche mura di York, Chester e Newcastle. Nel 1833 il Castello di Berkhamsted divenne il primo sito storico in Inghilterra ad essere ufficialmente protetto dalla legge dai London and Birmingham Railway Acts del 1833-1837, anche se la nuova linea ferroviaria, nel 1834, fece demolire l'ingresso principale ed altre opere a sud.
Un altro dei primi interventi venne operato a Berkhamsted. In Inghilterra, dai primi tempi anglosassoni, la common land era una zona di terra che la comunità locale poteva usare come risorsa. Tra il 1660 e il 1845, 7 milioni di acri di tale terra vennero recintati da privati mediante autorizzazione del Parlamento. Nel 1863, Ashridge, un tempo parte del parco reale del castello di Berkhamsted, venne venduta al conte di Brownlow. Nel 1866, Lord Brownlow cercò di recintare Berkhamsted Common, con del filo spinato, nel tentativo di rivendicarlo come parte della sua proprietà. Augusto Smith guidò, la notte del 6 marzo, gruppi di gente locale e uomini provenienti dall'East End di Londra con lo scopo di rompere i recinti e proteggere Berkhamsted Common per la gente del Berkhamsted, in quella che divenne nota a livello nazionale come la Battaglia di Berkhamsted Common. Nel 1870, Sir Robert Hunter (successivamente co-fondatore del National Trust nel 1895) e la Commons Preservation Society intentarono azione legale che assicurò la protezione di Berkhamsted Common ed altri spazi recintati. Nel 1926 il "common" venne acquisito dal National Trust.

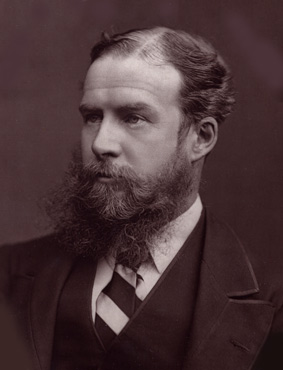
John Lubbock, fu promotore della legge Ancient Monuments Protection Act del 1882.

Dalla metà del XIX secolo, gran parte del patrimonio culturale protetto del Regno Unito veniva lentamente distrutto. Anche i ben intenzionati archeologi come William Greenwell scavarono siti senza alcun tentativo di loro conservazione, e Stonehenge venne sempre più minacciato a far data dagli anni 1870. I turisti raccoglievano pietre o incidevano le loro iniziali nella roccia. I proprietari privati del tempo decisero di vendere la terra alla London and South-Western Railway poiché il monumento "non serviva a nessuno". John Lubbock, un deputato e botanico, emerse come paladino del patrimonio nazionale del paese. Nel 1872 acquistò personalmente un terreno privato che ospitava antichi monumenti: Avebury, Silbury Hill e altri, dai proprietari che minacciavano di spazzarli via per fare spazio a nuovi edifici. Presto, iniziò una campagna in Parlamento per una legislazione che proteggesse i monumenti dalla distruzione. La legge giunse al traguardo sotto il governo liberale di William Gladstone con il nome Ancient Monuments Protection Act 1882. Il primo ispettore governativo per l'attuazione della legge fu l'archeologo Augusto Pitt-Rivers. Questa normativa venne considerata, da elementi politici conservatori, come un grave attacco ai diritti individuali di proprietà del proprietario, e, di conseguenza, l'ispettore aveva solo il potere di individuare punti di riferimento in via di estinzione e di fare offerte di acquisto, di parte di essi, al proprietario, con il suo consenso. La legge copriva solo monumenti antichi ed esplicitamente non copriva edifici o strutture storiche. Nel 1877 venne creata la Society for the Protection of Ancient Buildings, dal progettista William Morris, per impedire la distruzione di edifici storici, seguita dal National Trust, nel 1895, che acquistò tenute, dai loro proprietari, per la conservazione.
L'Ancient Monuments Protection Act 1882 diede protezione legale soltanto ai siti preistorici, come gli antichi tumuli. L'Ancient Monuments Protection Act 1900 si rifece al primo responsabilizzando ulteriormente i commissari del governo e i consigli di contea locali per proteggere una vasta gamma di proprietà. Ulteriori aggiornamenti sono stati fatti con l'Ancient Monuments Protection Act 1910.

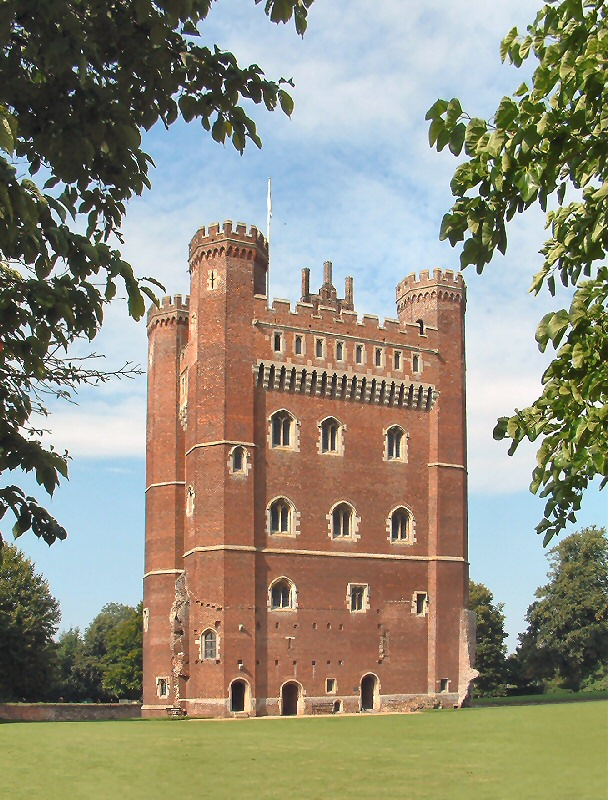
Il castello di Tattershall, nel Lincolnshire, conservato a spese di Lord Curzon, fu un catalizzatore per l'Ancient Monuments Consolidation and Amendment Act 1913.

Il Castello di Tattershall, nel Lincolnshire, una manor house medievale, venne messo in vendita nel 1910 con i suoi grandi tesori; i camini medievali ancora intatti. Tuttavia, quando un americano comprò l'immobile, tali manufatti vennero smontati ed imballati per la spedizione. L'ex viceré dell'India, George Curzon, I marchese Curzon di Kedleston, rimase indignato da questa distruzione culturale e intervenne per riacquistare il castello e reinstallare i camini. Dopo una caccia a livello nazionale, vennero rintracciati a Londra e riportati al loro sito. Egli restaurò il castello che donò al National Trust alla sua morte nel 1925. La sua esperienza a Tattershall indusse Lord Curzon a spingere per l'approvazione delle leggi di tutela del patrimonio, che videro l'approvazione dell'Ancient Monuments Consolidation and Amendment Act 1913.
La nuova struttura comportò la creazione dell'Ancient Monuments Board per sovrintendere alla protezione di tali monumenti. Quest'organo ebbe il potere, con l'approvazione del Parlamento, di mettere ordine nella conservazione e protezione dei monumenti, ed estese il diritto di accesso del pubblico a questi ultimi. Il termine "monumento" venne esteso per includere le terre intorno ad esso, permettendo la protezione del paesaggio più ampio.

#### Il National Trust
Il National Trust venne fondato nel 1894 da Octavia Hill, Sir Robert Hunter e Hardwicke Canon Rawnsley come la prima organizzazione al mondo nel suo genere. Il suo scopo era:
(Statuto del National Trust)
Nei primi tempi, il Trust si interessò, in primo luogo, di proteggere spazi aperti e una varietà di edifici a rischio; la sua prima proprietà fu Alfriston Clergy House e la sua prima riserva naturale Wicken Fen. Il suo primo monumento archeologico fu White Barrow. L'attenzione per le residenze di campagna e i giardini, che ora costituiscono la maggior parte delle sue proprietà più visitate, venne circa alla metà del XX secolo, quando ci si rese conto che i proprietari privati di molte di queste entità non erano più in grado di permettersi il loro mantenimento.
Il Town and Country Planning Act 1944, e il Town and Country Planning Act 1990, contribuirono alla conservazione storica su scala senza precedenti. La preoccupazione per la demolizione di edifici storici nacque, nelle istituzioni, quando il gruppo di pressione Society for the Preservation of Historic Buildings, ricorse contro la demolizione e la negligenza, caso per caso.

#### English Heritage
L'English Heritage venne fondato nel 1983, come ente di beneficenza che si occupa della National Heritage Collection in Inghilterra. Esso amministra più di 400 edifici storici inglesi, monumenti e siti testimoni di 5000 anni di storia. Tra questi vi sono Stonehenge, il castello di Dover, il castello di Tintagel e la parte più ben conservata del vallo di Adriano.
In origine l'English Heritage era il nome di un organo pubblico non dipartimentale del Governo Britannico, ufficialmente denominato Historic Buildings and Monuments Commission for England, che gestiva il sistema nazionale di tutela del patrimonio e una serie di proprietà storiche. Venne creato per combinare i ruoli di organismi esistenti emersi da un lungo periodo di coinvolgimento dello Stato nella tutela del patrimonio. Nel 1999 l'organizzazione si fuse con la Royal Commission on the Historical Monuments of England e il National Monuments Record (Inghilterra), unendo le risorse per l'identificazione e la rilevazione di ambienti storici in Inghilterra. Il 1º aprile 2015, l'English Heritage venne scisso in due parti: Historic England, che ha ereditato le funzioni statutarie e la protezione della vecchia organizzazione, e il nuovo English Heritage Trust, un ente di beneficenza che avrebbe sfruttato le storiche proprietà, e che acquisì dall'English Heritage il nome e il logo. Il governo britannico ha dato al nuovo ente una sovvenzione di 80 milioni di sterline per aiutare a stabilire un trust indipendente, anche se le proprietà storiche sono rimaste di proprietà dello Stato.

### Stati Uniti d'America

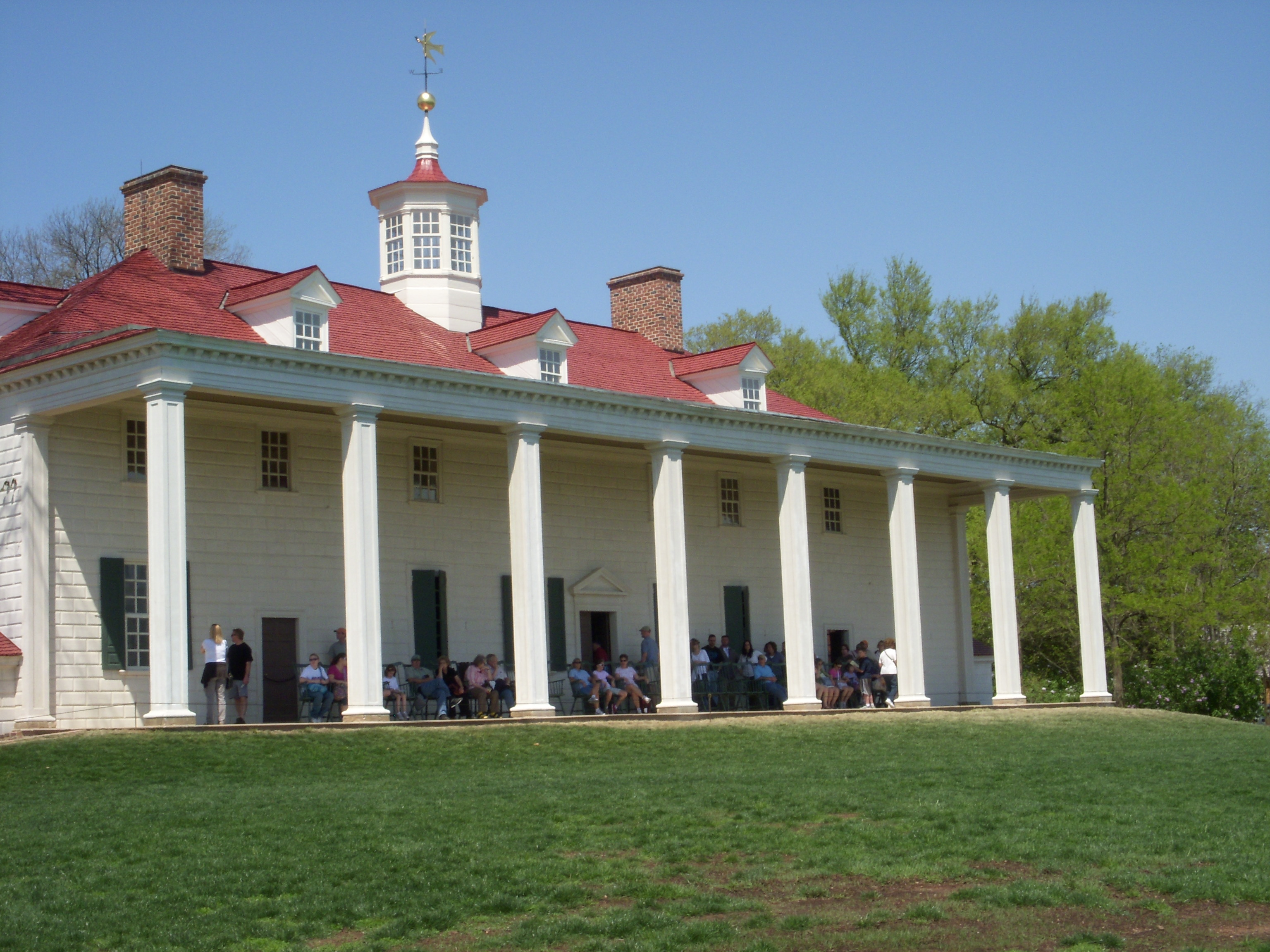
Mount Vernon, antica piantagione, vicino ad Alexandria

Negli Stati Uniti d'America uno dei primi sforzi di conservazione storica fu la creazione del Headquarters State Historic Site di Washington, a Newburgh. La struttura, aveva la particolarità di essere la prima in assoluto negli Stati Uniti, essendo in essere dal 1850.
Un altro storico ente per la conservazione fu il George Washington a Mount Vernon nel 1858. Fondato nel 1889, il Preservation Virginia di Richmond (anticamente noto come Association for the Preservation of Virginia Antiquities) fu il primo ente statale statunitense di conservazione storica.
Charles E. Peterson fu una figura influente, nella metà del XX secolo, che fondò l'Historic American Buildings Survey (Habs), consulente per la creazione di Independence National Historical Park, aiutando con il primo corso di laurea in conservazione storica, negli Stati Uniti alla Columbia University, e come autore.
Lo studio di architettura di Simons & Lapham (Albert Simons e Samuel Lapham) fu un sostenitore influente della prima ordinanza storica di conservazione della nazione a Charleston nel 1930, offrendo a quella città una regolamentazione per impedire la distruzione dei suoi storici magazzini. Nel 1925, gli sforzi per preservare gli edifici storici del quartiere francese di New Orleans portarono alla creazione della Vieux Carré Commission e poi, all'adozione di una storica ordinanza di conservazione.

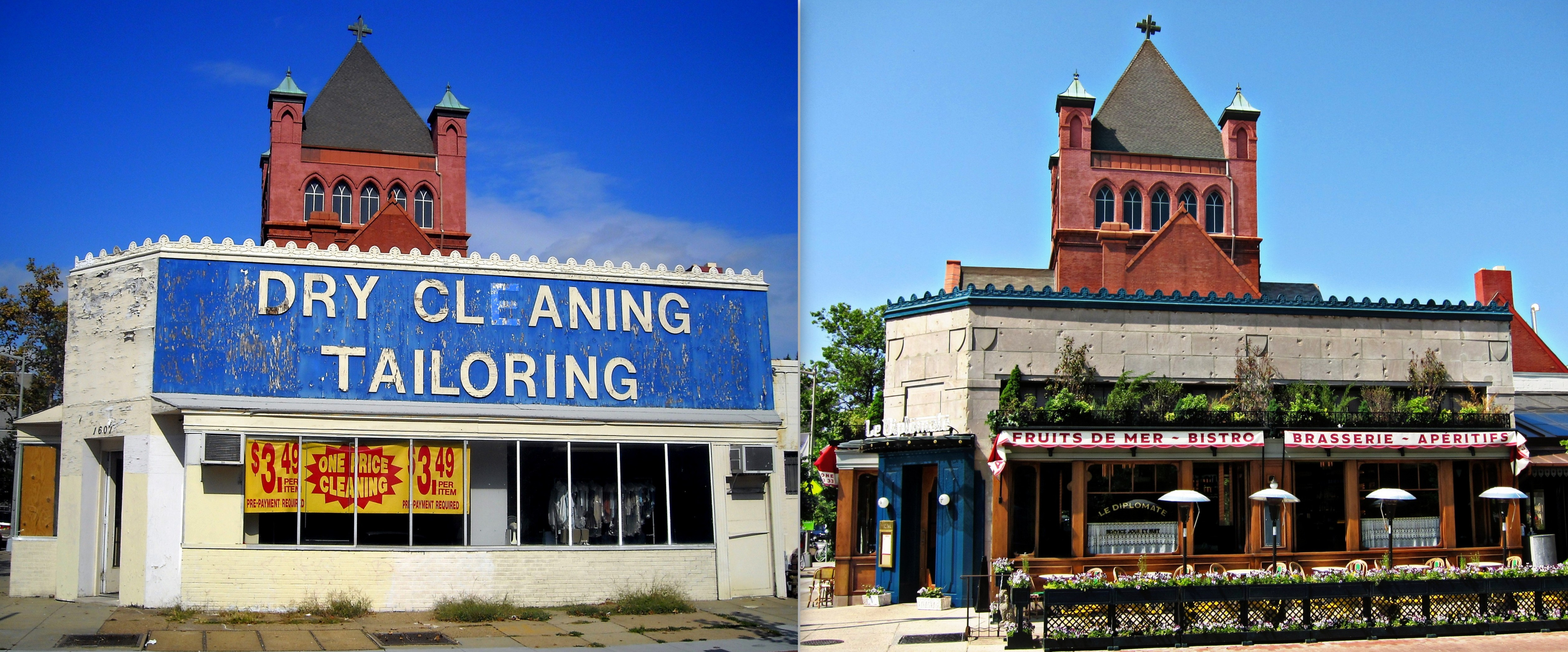
La conservazione di questo storico edificio di Washington ha comportato un premio per l'eccellenza nella conservazione storica dal governo locale.

Il National Trust for Historic Preservation, un altro fondo privato no profit, iniziò nel 1949 con una manciata di strutture e sviluppò gli obiettivi che forniscono "leadership, istruzione, difesa, e risorse per salvare diversi luoghi storici dell'America e rivitalizzare le nostre comunità" secondo la missione del Trust. Nel 1951 il Trust assunse la responsabilità del suo primo museo, Woodlawn Plantation nella Virginia del nord. Ventotto siti in tutto sono successivamente entrati a far parte del National Trust, che rappresenta la diversità culturale della storia americana. A New York, la distruzione della Pennsylvania Station nel 1964 scioccò molti a livello nazionale spingendoli a sostenere il processo di conservazione. A livello internazionale, la sede di New York del World Monuments Fund, è stata fondata nel 1965 per preservare i siti storici in tutto il mondo.
Sotto la direzione di James Marston Fitch, nel 1964, la Columbia University diede inizio al primo corso di laurea avanzato sulla conservazione dei monumenti. Esso divenne il modello sul quale sono stati modellati altri corsi analoghi nelle università di tutto il mondo. Molti altri programmi seguirono prima del 1980: master in pianificazione della conservazione alla Cornell (1975); master in Conservazione storica all'Università del Vermont (1975); master in studi storici di conservazione all'Università di Boston (1976); master in conservazione storica alla Eastern Michigan University (1979) e master in conservazione storica che fu uno dei programmi originali al Savannah College of Art & Design. James Marston Fitch offrì anche guida e supporto verso la fondazione del Master of Preservation Studies Degree alla Tulane School of Architecture nel 1996. Il master in Building Conservation degree program è offerto dalla scuola di architettura Rensselaer Polytechnic Institute di Troy. Nel 2005, la Clemson University e il College of Charleston hanno creato un master a Charleston. Il primo titolo non universitario apparve nel 1977 al Goucher College e al Roger Williams College, seguito dal Mary Washington College nel 1979. Al 2013 esistono più di cinquanta programmi che offrono titoli, a vari livelli, sulla conservazione storica negli Stati Uniti.

### Canada
In Canada, la frase "conservazione dei beni" a volte è vista come un approccio specifico al trattamento dei luoghi storici e dei siti, piuttosto che come concetto generale di conservazione. "Conservazione" è considerato come il termine più generale, con riferimento a tutte le azioni o processi che hanno lo scopo di salvaguardare gli elementi definiti risorsa culturale, in modo da mantenere il loro valore di patrimonio ed estendere la loro vita fisica.
Ai beni storici, in Canada, possono essere concesse designazione speciali da uno qualsiasi dei tre livelli di governo: il governo centrale, quelli provinciali o quelli locali.
L'Heritage Canada Foundation agisce come organizzazione di difesa, a vantaggio del Canada, degli edifici storici e dei beni paesaggistici.

## National Register of Historic Places

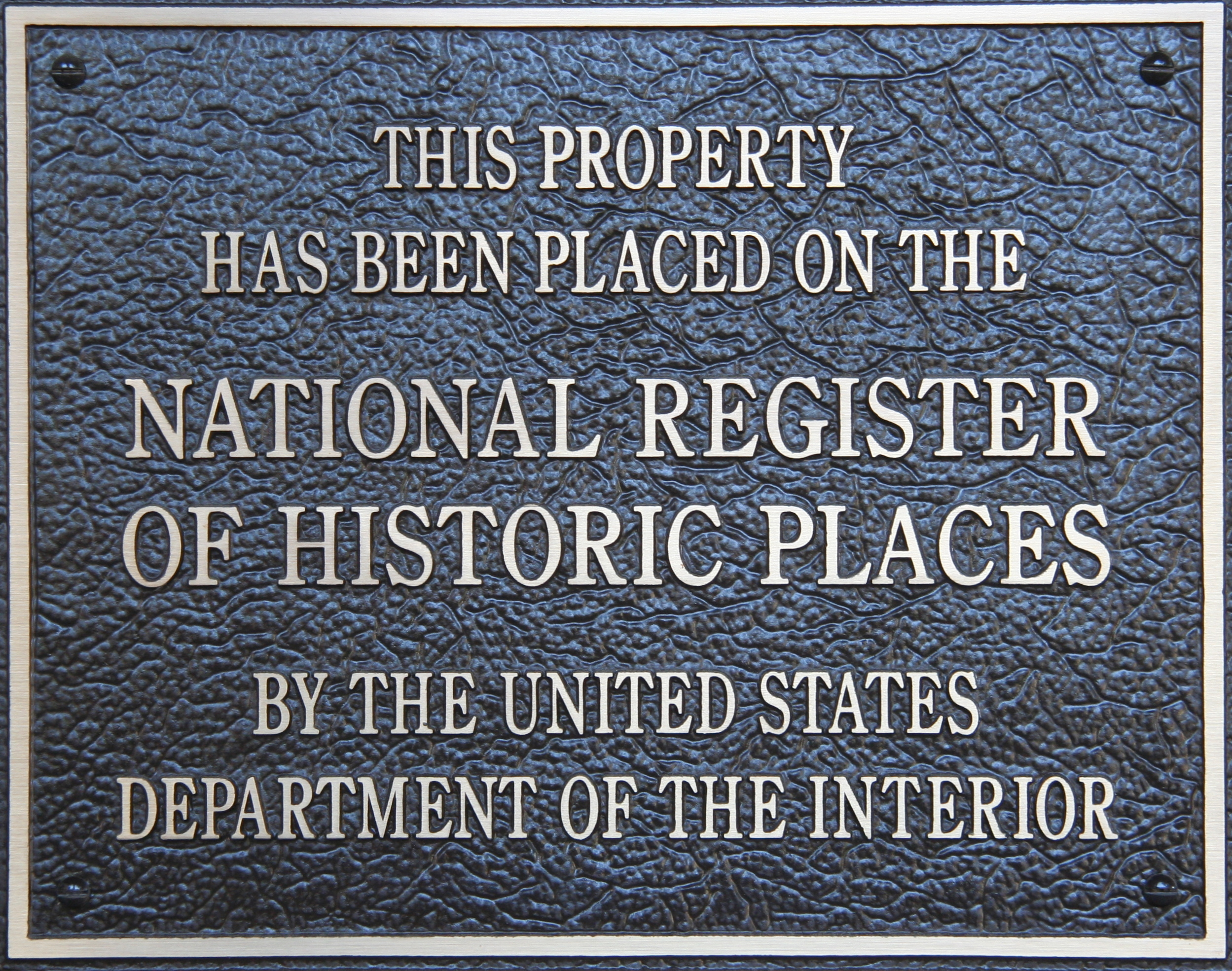
Targa del National Register of Historic Places

### Distretti storici
Un distretto storico, negli Stati Uniti, è costituito da un gruppo di edifici, proprietà o siti che sono stati designati da una delle diverse entità, a diversi livelli, come storicamente o architettonicamente significativi. Edifici, strutture, oggetti e siti di un distretto storico sono normalmente suddivisi in due categorie, "contributing" e "non-contributing". I distretti variano molto in dimensioni; alcuni hanno centinaia di strutture e altri solo alcune.
Il Governo federale degli Stati Uniti d'America designa i distretti storici attraverso il Dipartimento degli Interni, sotto gli auspici del National Park Service. I distretti storici federali sono elencati nel National Register of Historic Places. I distretti storici consentono l'inserimento delle zone rurali per preservare le loro caratteristiche attraverso i programmi di conservazione storica. Questi includono programmi "Main Street", che possono essere utilizzati per riqualificare le zone storiche di centri rurali. L'utilizzo di programmi di conservazione storica come strumento di sviluppo economico per le amministrazioni locali nelle zone rurali ha permesso, ad alcune di queste aree, di approfittare della loro storia per sviluppare un mercato del turismo, che a sua volta fornisce i fondi per il mantenimento di una stabilità economica che queste aree non avrebbero visto altrimenti.
Un concetto simile esiste nel Regno Unito: un'"area di conservazione" è designata in accordo con il Planning (Listed Buildings and Conservation Areas) Act 1990 allo scopo di proteggere una zona in cui vi sono edifici o architettura o beni di interesse culturale.

## Parchi nazionali
Nel 1835, il poeta inglese William Wordsworth descrisse il Lake District come
(William Wordsworth)
Tuttavia, sono stati gli Stati Uniti che iniarono a creare Parchi nazionali, nelle aree di incontaminata natura selvaggia, dove l'intrusione della civiltà era volutamente minima.
Il Dipartimento degli Interni designò diverse aree di Morristown come primo parco storico nazionale degli Stati Uniti. Esso venne designato come Morristown National Historical Park. La comunità, che ebbe insediamenti permanenti dal 1715, è chiamata la capitale militare della rivoluzione americana, e contiene molte denominazioni di siti e luoghi. Il parco comprende tre siti principali a Morristown.
Nel Regno Unito, James Bryce, ambasciatore negli Stati Uniti, lodò il sistema dei parchi nazionali e si adfoperò perché venissero istituiti anche nel suo paese. I suoi sforzi ebbero scarsi risultati fino alla crescente pressione pubblica, nel corso del XX secolo, condotta da Ramblers' Association e da altri gruppi che portò alla emanazione del National Parks and Access to the Countryside Act 1949.

## UNESCO
Paesaggi e siti di eccezionale valore universale possono essere designati come Patrimonio dell'umanità dall'UNESCO. Un requisito di tale designazione è che la nazione abbia, in atto, una legislazione adeguata per preservare il sito.

## Personaggi influenti
- Augustus Pitt Rivers (1827–1900): primo ispettore britannico dei monumenti antichi.
- John Lubbock (1834-1913): attivista per la tutela giuridica dei monumenti antichi, salvò Avebury dalla distruzione per mano dei suoi proprietari privati.
- Eugène Viollet-le-Duc (1814-1879): architetto francese che salvò gli edifici gotici e credeva che il restauro migliorasse il passato.
- Ann Pamela Cunningham (1816–1875): influenzò il salvataggio della piantagione di Mount Vernon e fondò l'associazione Mount Vernon Ladies, una delle prime organizzazioni di conservazionein degli Stati Uniti (est. 1854).[32]
- William Morris (1834-1896): designer e scrittore che fondò la Society for the Protection of Ancient Buildings.
- John Ruskin (1819-1900): critico d'arte inglese che stabilì la teoria di base della conservazione (mantenimento dello status quo).
- George Curzon (1859-1925): viceré dell'India britannico che si batté per la conservazione del castello di Tattershall e fu un influente promotore dell'Ancient Monuments Consolidation and Amendment Act 1913.
- William Sumner Appleton (1874-1947): fondatore della Society for the Preservation of New England Antiquities (ora Historic New England) nel 1910, e ampiamente considerato, negli Stati Uniti, il primo professionista della conservazione.
- Charles E. Peterson (1906–2004): considerato il "padre fondatore" della "conservazione storica" negli Stati Uniti.
- James Marston Fitch (1909-2000): educatore, autore, critico e designer che ha dato il maggior contributo alle basi filosofiche del moderno movimento di conservazione ed ha insegnato e ispirato generazioni di conservatori.
- William J. Murtagh: primo capo del National Register of Historic Places negli Stati Uniti e significativo contributore alla letteratura della disciplina.[33]
- Lee H. Nelson: lavorò per Charles E. Peterson al National Park Service's Historic American Buildings Survey ed aiutò a formulare i regolamenti nazionali sulla conservazione storica.
- Walter Muir Whitehill: direttore del Whitehill Report nei tardi anni 1960, redattore delle prime linee guida per i programmi di insegnamento sulla conservazione storica.
- Richard Nickel: conservatore statunitense che salvò elementi architettonici dell'edificio Louis Sullivan.